# 比連希納
48°45′21″N 33°49′45″E / 48.75583°N 33.82917°E
比連希納（羅馬化：Bilenshchyna）是烏克蘭第聶伯羅彼得羅夫斯克州卡姆揚斯凱區利希夫卡市鎮的村莊，距離亞歷山德羅-赫里霍里夫卡1公里和卡捷琳尼夫卡1.5公里，始建於1895年，面積0.953平方公里，海拔高度169米，2001年人口254。2012年有约210名居民。

## 地理
比連希納位于卡姆揚斯凱區北部，它的北部与基洛夫格勒州亞歷山德里亞區相邻。城鎮利希夫卡位于比連希納东南12千米处，原区中心皮亞季哈特基位于比連希納以南57千米处。

## 行政区划
2020年6月12日比連希納成为利希夫卡的一部分。此前它是皮亞季哈特基區的一部分。
2020年7月17日随地区行政区划改革它成为卡姆揚斯凱區的一部分。

## 村民发展
| 2001年 | 2008年 | 2009年 | 2010年 | 2011年 | 2012年 |
| ------ | ------ | ------ | ------ | ------ | ------ |
| 254人  | 207人  | 206人  | 202人  | 202人  | 213人  |